# Madeiragoldhähnchen
Das Madeiragoldhähnchen (Regulus madeirensis) ist ein auf der Insel Madeira vorkommender Singvogel. Dieser Vogel wurde bis 2003 als konspezifisch zum Sommergoldhähnchen angesehen. Von diesem unterscheidet er sich durch den kürzeren Überaugenstreif, die dumpfer orange Haube und einen längeren Schnabel.

## Weblinks

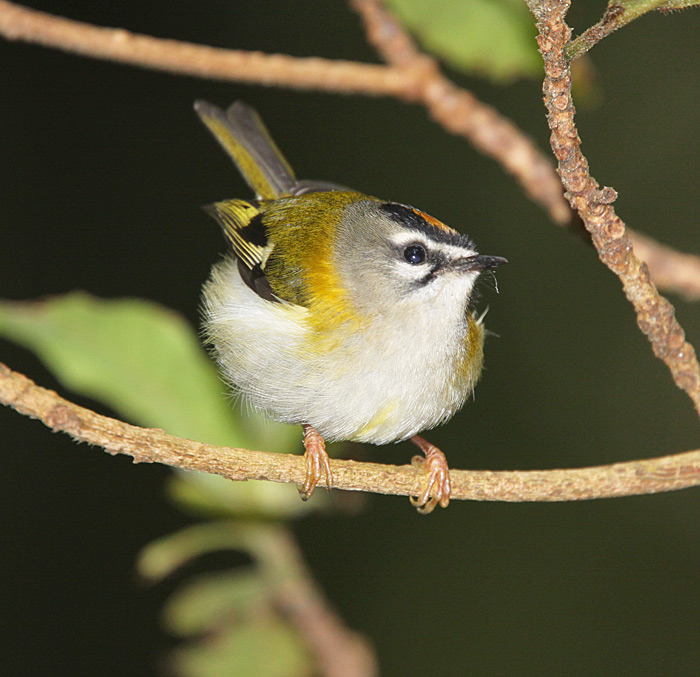
Madeiragoldhähnchen

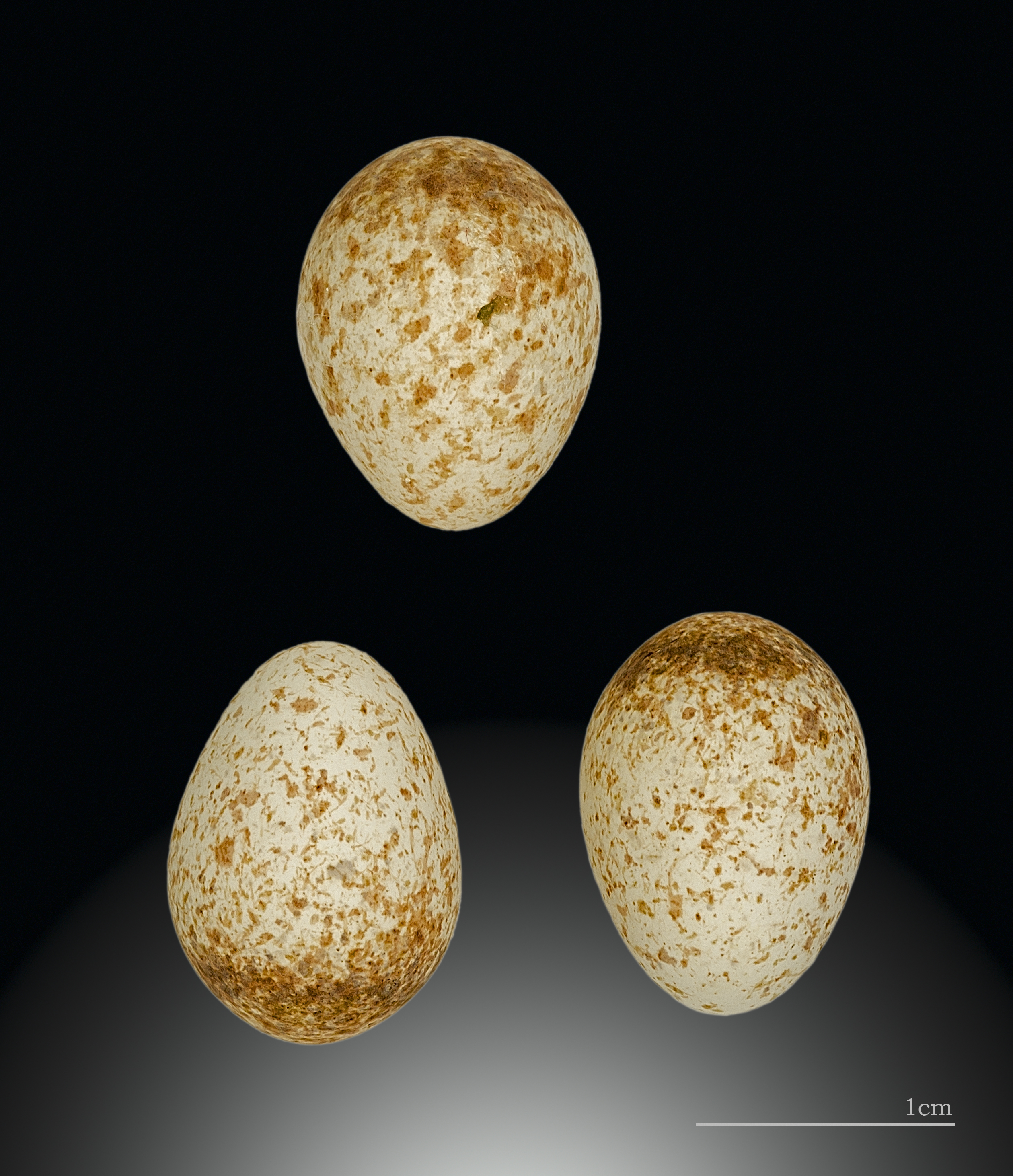
Eier des Madeiragoldhähnchens

## Merkmale
Das Madeiragoldhähnchen erreicht eine Körperlänge von 8 bis 9 cm und ein Gewicht von 7 g. Das Männchen hat einen kräftig orange gelben Scheitelstreifen, an dem seitlich breite schwarze Streifen über den Vorderkopf verlaufen. Auf dem unteren Vorderkopf befindet sich ein blass oranger Fleck.

## Lebensraum und Lebensweise
Das Madeiragoldhähnchen lebt in Lorbeerwäldern und Eichen-Wacholder Mischwäldern sowie in Gebirgslagen mit Heidelbeeren- und Ginsterbüschen. Als Nahrung werden Gliederfüßer genommen, insbesondere größere Beutetiere wie Nachtfalter und Schmetterlinge. Das für Goldhähnchen typische becherförmige Nest aus Moosen, Flechten und Spinnweben wird in die Zweige großer Baumheiden gebaut. Die Größe des Geleges ist nicht bekannt.